# 旧制中等教育学校の一覧 (沖縄県)
本項は、学制改革前（第二次世界大戦前）の沖縄県内における旧学制の中等教育学校の一覧である。

## 旧制中学校

### 公立
- 沖縄県立第一中学校（沖縄県立首里高等学校）
  - 国学 ⇒ 首里中学校 ⇒ 沖縄尋常中学校 ⇒ 沖縄県中学校 ⇒ 沖縄県立第一中学校 … 糸満高等学校首里分校 ⇒ 首里高等学校 ⇒ 沖縄県立首里高等学校
- 沖縄県立第二中学校（沖縄県立那覇高等学校）
  - 沖縄県立中学校分校 ⇒ 沖縄県立第二中学校 … 首里高等学校那覇分校 ⇒ 那覇高等学校 ⇒ 沖縄県立那覇高等学校
- 沖縄県立第三中学校（沖縄県立名護高等学校）
  - 沖縄県立第三中学校 … 組合立田井等高等学校 ⇒ 名護高等学校 ⇒ 沖縄県立名護高等学校
- 沖縄県立宮古中学校（沖縄県立宮古高等学校）
  - 沖縄県立第二中学校宮古分校 ⇒ 沖縄県立宮古中学校 …  宮古男子高等学校 ⇒ 沖縄県立宮古高等学校
- 沖縄県立八重山中学校（沖縄県立八重山高等学校）
  - 沖縄県立八重山中学校 … 八重山高等学校 ⇒ 沖縄県立八重山高等学校

### 私立
- 開南中学校（沖縄戦により壊滅・廃校）

## 高等女学校

### 公立
- 沖縄県立第一高等女学校（沖縄戦により壊滅・廃校）
  - 私立沖縄高等女学校（1900年）⇒ 沖縄県立高等女学校 ⇒（1916年：沖縄県女子師範学校を並置）⇒ 沖縄県立第一高等女学校 ⇒ （沖縄戦により壊滅・廃校）
- 沖縄県立第二高等女学校（沖縄戦により壊滅・廃校）
  - 私立那覇技芸学校（1905年） ⇒ 那覇市立実科高等女学校（1921年） ⇒ 那覇市立高等女学校（1924年） ⇒ 沖縄県立第二高等女学校（1928年） ⇒ （沖縄戦により壊滅・廃校）[1]
- 沖縄県立第三高等女学校（現・沖縄県立名護高等学校）
  - 国頭郡各村組合立実業補習学校 ⇒ 国頭郡各村組合立実科高等女学校 ⇒ 国頭高等女学校 ⇒ 沖縄県立第三高等女学校 …  田井等高等学校 ⇒ 名護高等学校 ⇒ 沖縄県立名護高等学校
- 沖縄県立宮古高等女学校（廃校）
  - 宮古郡各町村組合立宮古高等女学校 ⇒ 沖縄県立宮古高等女学校 … 宮古高等学校女子部 ⇒ 宮古女子高等学校 ⇒ 廃校
- 沖縄県立八重山高等女学校（現・沖縄県立八重山高等学校）
  - 沖縄県立八重山高等女学校 … 八重山高等学校 ⇒ 沖縄県立八重山高等学校
- 沖縄県立首里高等女学校（廃校）
  - 首里尋常高等小学校女子補習科（1897年） ⇒ 首里区立女子実業補習学校（1900年） ⇒ 首里区立女子工芸学校（1903年） ⇒ 首里市立女子工芸学校（1921年） ⇒ 沖縄県立女子工芸学校（1936年） ⇒ 沖縄県立首里高等女学校（1943年） ⇒ （沖縄戦により壊滅・廃校）[2]

### 私立
- 沖縄積徳高等女学校（沖縄戦により壊滅・廃校）
  - 沖縄家政実科女学校 ⇒ 沖縄家政高等女学校 ⇒ 沖縄積徳高等女学校 ⇒ （沖縄戦により壊滅・廃校）
- 沖縄昭和高等女学校（沖縄戦により壊滅・廃校）
  - 沖縄昭和女学校 ⇒ 沖縄昭和高等女学校 ⇒ （沖縄戦により壊滅・廃校）

## 実業学校
- 沖縄県立工業高校
  - 首里区立工業徒弟学校 ⇒ 沖縄県立工業徒弟学校 ⇒ 沖縄県立工業学校 … 沖縄民政府立工業高等学校 ⇒ 沖縄群島政府立工業高等学校 ⇒ 琉球政府立工業高等学校 ⇒ 琉球政府立沖縄工業高等学校 ⇒ 沖縄県立沖縄工業高等学校

- 那覇市立商工学校
  - 那覇区立商業学校 ⇒ 那覇市立商業学校・第二商業学校 ⇒ 那覇市立商工学校 … 沖縄群島政府立那覇商業高等学校 ⇒ 琉球政府立商業高等学校⇒ 琉球政府立那覇商業高等学校 ⇒ 沖縄県立那覇商業高等学校

- 沖縄県立農林高校
  - 国頭郡各間切島組合立農学校 ⇒ 沖縄県立国頭農学校 ⇒ 沖縄県立農学校 ⇒ 沖縄県立農林学校 …  ⇒ 沖縄県立北部農林高等学校

- 沖縄県立水産学校
  - 糸満村立水産補習学校 ⇒ 沖縄県立水産学校 …  沖縄開洋高等学校 ⇒ 琉球政府立沖縄水産高等学校 ⇒ 沖縄県立沖縄水産高等学校

- 八重山農林高等学校
  - 沖縄県立八重山農学校 … 八重山農学校 ⇒ 八重山農林高等学校 ⇒ 琉球政府立八重山農林高等学校 ⇒ 沖縄県立八重山農林高等学校

## 補習学校・徒弟学校・青年学校
- 小禄間切立女子実業補習学校（1903年） ⇒ 小禄村立女子実業補習学校（1904年） ⇒ 島尻女子工業徒弟学校（1908年） ⇒ （1918年：廃止）[3]
- 久米島尋常高等小学校女子実業補習科（1906年） ⇒ 仲里・具志川両間切組合立女子実業補習学校（1906年） ⇒ 久米島女子工業徒弟学校（1908年）[4] ⇒ （1914年：廃校）[5]
- 東風平尋常高等小学校女子補習科（1912年） ⇒　東風平女子実業補習学校（1914年）[6]
- 大南女子実業補習学校（1912年） ⇒ （1914年：南風原女子実業補習学校・大里女子実業補習学校として分立）[6]
  - 南風原女子実業補習学校（1914年）[6]
  - 大里女子実業補習学校（1914年）[6]
- 真壁女子実業補習学校（1915年）[6]
- 高嶺女子実業補習学校（1917年）[6]
- 豊見城実業補習学校（1917年）[6]
- 喜屋武女子実業補習学校（1917年）[6]
- 玉城女子実業補習学校（1918年）[6]
- 小禄女子実業補習学校（1918年）[6]
- 名護尋常高等小学校女子実業補習科（1905年）⇒（1910年：終了）⇒名護女子実業補習学校（1920年）[6]
- 美里女子実業補習学校（1909年）[6]
- 伊波女子実業補習学校（1915年）[6]
- 宜野湾女子実業補習学校（1917年）[6]
- 普天間女子実業補習学校（1917年）[6]
- 屋良女子実業補習学校（1917年）[6]
- 平良尋常高等小学校女子補習科（1914年）⇒平良女子実業補習学校（1915年）[6]

## その他
- 私立沖縄夜間中学（1929年） ⇒ （1939年：廃校）[7]